# Rand Brooks
Rand Brooks (ur. 21 września 1918 w Los Angeles, zm. 1 września 2003 w Santa Ynez) – amerykański aktor, debiutował rolą Charlesa Hamiltona w filmie Przeminęło z wiatrem.